# Nordwales

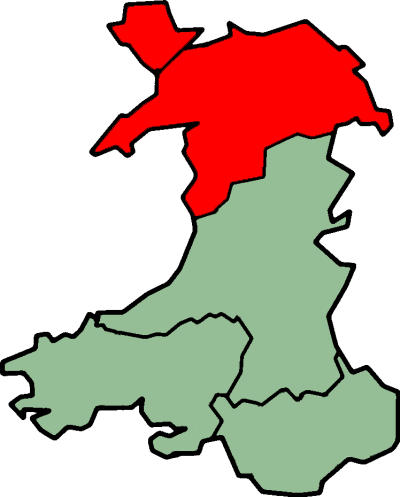
Nordwales in Wales

Nordwales (walisisch Gogledd Cymru, englisch North Wales) ist die Bezeichnung einer Region in Wales. Sie umfasst im Wesentlichen den historischen Herrschaftsbereich des im Norden von Wales gelegenen mittelalterlichen Königreichs Gwynedd und entspricht in etwa den heutigen Principal Areas Wrexham County Borough, Flintshire, Denbighshire, Conwy County Borough, Gwynedd und Anglesey.
Zu den herausragenden touristischen Attraktionen von Nordwales gehören der Snowdonia-Nationalpark mit dem höchsten Berg südlich von Schottland und die beiden UNESCO-Welterbe-Stätten Pontcysyllte-Aquädukt und Burgen und Stadtmauern von König Eduard in Gwynedd. Letztere umfasst insbesondere die von Eduard I. (England) im 13. Jahrhundert erbauten Burgen Beaumaris Castle, Caernarfon Castle, Conwy Castle und Harlech Castle.